# Panimerus przhiboroi
Panimerus przhiboroi és una espècie d'insecte dípter pertanyent a la família dels psicòdids que es troba a Rússia.